# Mark Harmon
Thomas Mark Harmon, född 2 september 1951 i Burbank, Kalifornien, är en amerikansk skådespelare. 
Han är främst känd för rollen som specialagenten Leroy Jethro Gibbs i långköraren NCIS 2003-2021. 

## Biografi
Harmon är son till Tom Harmon, spelare i amerikansk fotboll, och skådespelaren Elyse Knox samt är bror till skådespelaren och konstnären Kristin Harmon, under en period gift med Ricky Nelson, och Kelly Harmon, också hon skådespelare, som varit gift med bilmagnaten John DeLorean. 
Efter att ha varit student och quarterback  vid Los Angeles Pierce College flyttade Harmon till UCLA. Han följde i sina fars fotspår genom att spela som quarterback för det amerikanska fotbollslaget UCLA Bruins åren 1972–1973.

## Filmografi i urval
- 1978 – Comes a Horseman – Billy Joe Meynert
- 1978 – Getting Married – Howie Lesser
- 1978 – Kampen om Colorado (TV-serie) – John McIntosh
- 1979 – Poseidons hemlighet – Larry Simpson
- 1983–1986 – St. Elsewhere (TV-serie) – Robert Caldwell
- 1986 – Överlagt mord – Ted Bundy
- 1987 – Summer School – Freddy Shoop
- 1988 – Presidio - Brottsplatsen – Jay Austin
- 1988 – Den största kärleken – Billy Wyatt
- 1989 – Tre sängar för en ungkarl
- 1990 – Spårlöst Försvunnen "Fourth Story" - David Shepard
- 1991 – Rättvisans makt (TV-serie) – Dicky Cobb
- 1993 – Harts of the West (TV-serie)
- 1994 – Natural Born Killers – Mickey Knox
- 1994 – Wyatt Earp – Johnny Behan
- 1996–2000 – Chicago Hope (TV-serie) – Jack McNeil
- 1998 – Fear and Loathing in Las Vegas – Tidningsreporter
- 1998 – Från jorden till månen (TV-serie) – Wally Schirra (1 avsnitt)
- 2002 – Vita huset (TV-serie) – Simon Donovan (4 avsnitt)
- 2003 – På heder och samvete (TV-serie) – Leroy Jethro Gibbs (2 avsnitt)
- 2003 – Freaky Friday – Ryan
- 2003–(fortfarande) – NCIS (TV-serie) – Leroy Jethro Gibbs
- 2004 – Chasing Liberty – President James Foster
- 2025 – Freakier Friday – Ryan